# 李参平

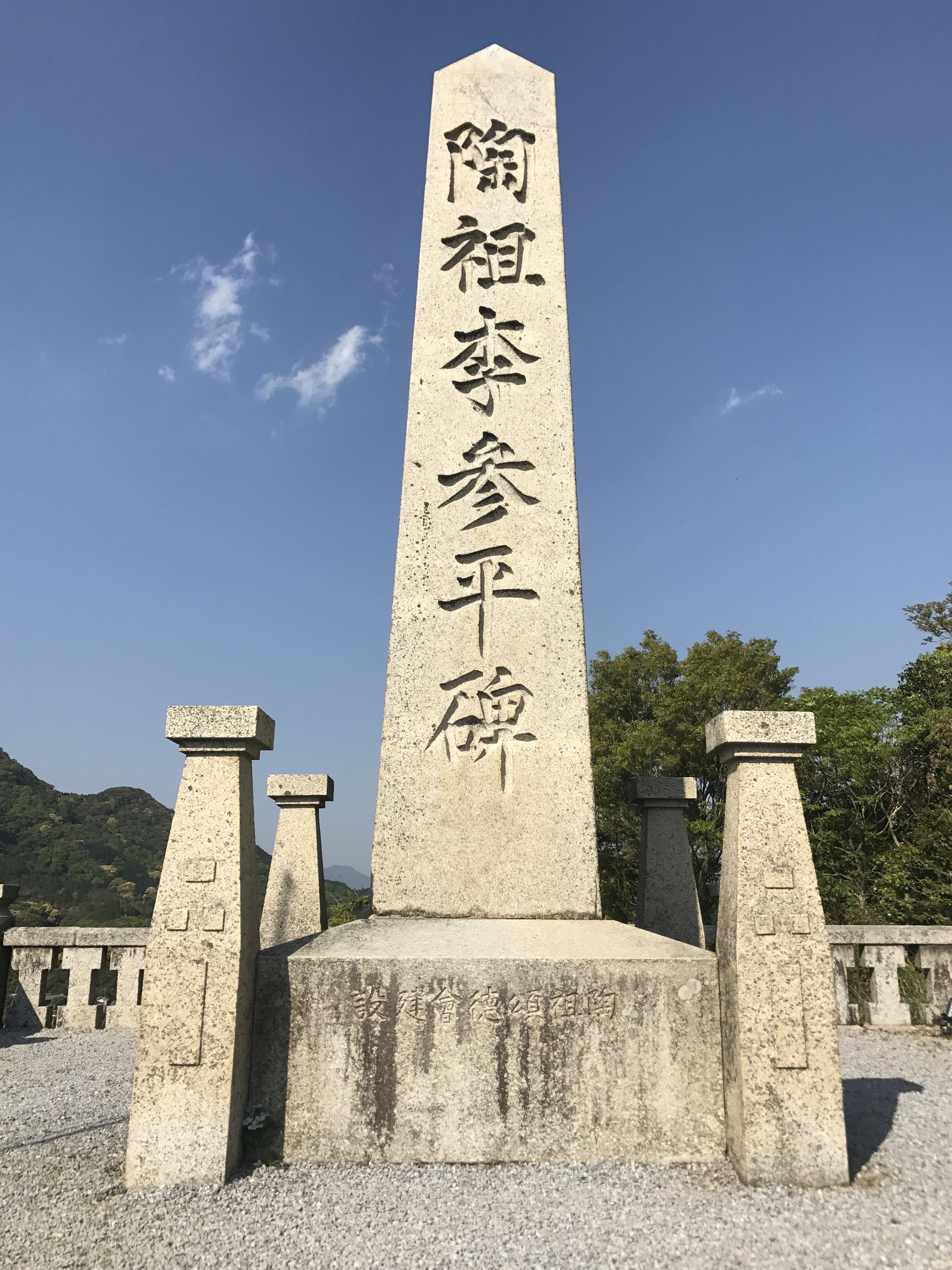
陶祖李参平の碑

李 参平（り さんぺい、生年不詳 - 明暦元年8月11日没（1655年9月10日））は、 朝鮮一般陶工出身で、日本に20代半で連れてこられた後は重宝されて有田焼（伊万里焼）の生みの親となったことで知られている。日本永住後に金ヶ江 三兵衛（かながえ さんべえ）と名乗り、70代後半まで生きたとされる。2025年時点も直系の子孫が作陶活動などを行い、14代まで続いている。朝鮮半島では、彼や彼以上の陶工が居たとされるが名も作品、技術も一切残っておらず、百婆仙、沈当吉（沈壽官）のように日本に来れた朝鮮陶工のみ歴史に名や作品を残せている。これらのことが韓国では商業や工業を軽視していた李氏朝鮮の反省点としてあげられる。
なお日本に来た前の名とされる「李参平」の名は、当時「三兵衛」を「参平」と表記した史料があること、金ヶ江家に伝わる古文書に李氏と記載があったことなどから、明治19年になって地元の蘭学者谷口藍田が名づけたものであり、参平が朝鮮で暮らしていたころのほんとうの姓名はわからない。文献(肥陽旧章録)などに記載されている正式名称は「金ヶ江三兵衛」である

## 生涯
朝鮮忠清道金江（現・韓国忠清南道公州市反浦面）出身。金ヶ江の姓はこれに由来する。生年は不明だが、日本に来たことで没年は判明しており、20代半ばへ日本に来てから約63年の長生きであった。
1592年（文禄元年）から1598年（慶長3年）の文禄・慶長の役の末期で、有田を含む肥前国の実質的な領主であった鍋島直茂により日本に連れてこられた。その後、陶工達を連れ帰った鍋島が、李参平が朝鮮半島で窯業に従事していたことを知り、重臣多久安順（小城郡多久）の元で1599年（慶長4年）から陶器を始めたとされる。はじめ多久家領内の西高麗谷に住み、のち西多久、藤の川内に移りながら陶器の生産を行った。しかし、その当時日本国内の需要が高かった中国景徳鎮窯の白い磁器には及ばず、生産に適した白磁石を求めて鍋島領内の唐津焼を作っている窯を頼りに転々とする。
最後に有田西部地区の乱橋（現三代橋）に辿り着き、登り窯を築窯した。そこで陶器と磁器を同時に焼いた形跡が残っており、陶工たちが研究を重ねたことがわかる。その後、良質で大量の白磁石「泉山磁石」を発見し、1616年（元和2年）に天狗谷窯（白川）の地で日本初の白磁器を産業として創業した。これが有田焼の起こりである、という。
有田の龍泉寺の過去帳には、明暦元年8月11日（1655年9月10日）没、戒名・月窓浄心居士と記されている。
彼の死後の三年後の1658年に「陶山神社」を建てられ、李参平を陶工神として祭った。1917年には有田町の丘に「陶祖・李参平碑」を建てている。朝鮮日報は彼が朝鮮半島に居たままだったら、日本へ来れなかった朝鮮の陶工たちに触れ、李の名が歴史に残った可能性は皆無であったと伝えている。李参平の墓所の位置は不明となっていたが、1959年に天狗谷窯付近で戒名を刻んだ墓石が上半分を欠いた形で発見された。現在は墓石は白川墓地に移され、「李参平の墓」として有田町指定史跡となっている。

## 顕彰・李氏朝鮮への批判
李参平は、有田の「陶祖」と称される。
彼の死の三年後である1658年に建立された陶山神社では、李を「陶祖」として祀っており、有田の総鎮守とされる。ここでは、応神天皇・「藩祖」鍋島直茂とともに「陶祖」李参平を祭神としている。1917年には有田焼創業300年を記念し、陶山神社に「陶祖李参平碑」も建立された。陶器市開催に合わせ、毎年5月4日には「陶祖祭」が行われ、一般席も一部用意されている。
有田焼の発祥については、考古学的な調査から1610年代前半から有田の西部で磁器試作・作陶が始められていることがわかった。しかしながら、有田焼の生産とその発展には李参平をはじめとする朝鮮出身陶工が大きな役割を果たしたことは確かである。天狗谷窯で産業としての創業が始まった1616年を起点に、2016年には『日本磁器誕生・有田焼創業400周年」が開催された。
2022年に朝鮮日報は李氏朝鮮が陶工を含むあらゆる産業を「末業」として蔑視し、権力闘争に没頭していた事実を指摘している。李氏朝鮮は「李参平」という人材がありながらも育てられなかった李氏朝鮮側のせいであり、朝鮮の1陶工であった李参平を陶祖として名と作品を残して顕彰してくれている日本に、感謝する必要性を伝えている。更には、現代の大韓民国でも政治闘争に没頭しているために存在が無視されている「李参平」のような人材が埋もれている可能性を指摘し、政争に明け暮れて自身の才能を評価してくれないために李参平が故郷である朝鮮半島に戻らなかったのだろうと指摘している。